# 인과관계
인과관계(因果關係)는 원인과 결과의 관계를 말한다. 인과(因果) · 인과율(因果律) 또는 인과성(因果性)이라고도 한다. 하나의 사건(원인)이 다른 사건(결과)을 일으킬 때 둘의 관계를 인과관계라 한다. 불교에서 인과(因果)는 중요한 교의 중의 하나이며 또한 윤리적 행위가 성립되기 위한 기초로 본다. 엄밀하게 인과관계를 이해하고 정의하는 것은 극히 어려워, 지난 수천년간 많은 철학적 논의를 낳았다. 서양 철학에서 이것의 논의는 최소한 아리스토텔레스까지 거슬러 올라가며, 현대의 철학계에서도 중요한 주제로 남아 있다.

## 종교

### 불교
불교에서 인과(因果)는 원인과 결과의 뜻이다. 불교에서는 존재하는 모든 것은 상호의존 관계에 있다고 보기 때문에 인(因: 원인)과 과(果: 결과)라고 해도 결코 고정적인 것은 아니다. 불교에서는 인과관계를 시간적 · 이시적(異時的)인 인과관계와 공간적 · 동시적(同時的) 인과관계로 나누어 보는데, 전자를 이시인과(異時因果)라 하고 후자를 동시인과(同時因果)라 한다.
이시인과(異時因果)의 관점에서는 어떤 과(果: 결과)가 곧 다시 인(因: 원인)이 되어 다른 과(果: 결과)를 생겨나게 하고, 동시인과(同時因果)의 관점에서는 모든 존재는 인(因: 원인)인 동시에 또한 과(果: 결과)이기 때문에 모든 것은 무한한 시간과 공간에 걸쳐서 이어져 있다고 본다. 이 원리를 인간 자신에게 적용하여, '나'라는 존재는 결코 불변(不變)하는 고정된 존재가 아니며 또한 그 변화가 우연히 이루어지는 것도 아니기 때문에 올바른 노력으로써 진보 · 발전하고자 해야 한다고 말한다.
또한, 불교에서는 선악의 행위에 따라 고락(苦樂)의 결과가 온다고 하는 선인낙과(善因樂果) · 악인고과(惡因苦果)의 인과응보의 도리를 무시해서는 윤리적 행위는 성립될 수 없다고 본다.

## 철학

### 인과관계(因果關係)
인과율(因果律)이라고도 한다. 모든 일은 원인이 있으며 원인 없이는 어떠한 현상(결과)도 일어나지 않는다. 이 원인과 결과의 규칙적인 관계를 인과관계 또는 인과성(因果性)이라 하며, 어떤 원인에서 어떤 결과가 필연적으로, 즉 법칙에 따라 일어날 때 이 법칙을 인과율이라고 한다. 인과관계는 객관적인 세계의 관계 그 자체로서, 그 객관성은 실천(실험)으로 검증할 수 있다. 인과관계를 습관에서 오는 기대로 생각하거나, 객관적 법칙이 아니라 인간의 머리에 원래부터 있었던 논리적인 것이라고 생각함은 사실과 맞지 않는다. 객관적 세계에서는 원인과 결과가 복잡하게 얽혀 하나의 전체를 이룩하고 있으며, 인과관계는 상호 연관이라는 보다 큰 법칙의 한 요소이다.

### 양상(樣相)
사물이 존재하는 그 양식(樣式)을 존재의 확실함의 정도에서 본 분류. 그 존재가 있음직(可能性)한가, 실제로 존재하는가(現實性), 어떠한 상황에도 반드시 존재하는가(必然性), 하는 점으로 분류한다. 판단을 말할 때에는 개연적(蓋然的), 실연적(實然的), 필연적(必然的)으로 나뉜다.

### 가능성(可能性)
있을 수 있는 것. 일어날 수 있는 일. 형식적 가능성과 실재적 가능성이 있다. 전자는 단순히 논리적으로 생각해도 이상하지 않은 것. 후자는 일정한 조건이나, 때로는 인간의 실천에 따라 현실이 되는 것. 가능성이라고 말할 때는 항상 그것이 현실화되는 조건을 과학적으로 분석할 필요가 있다.

### 필연성(必然性)
어떤 일이 일어날 가능성이 애매하지 않고 반드시 일어나는 것. 또한 일의 존재가 결정적인 것. 필연성의 객관성을 부정하거나 우연성과 기계적으로 대립시키거나 하는 사고방식도 있으나 필연성은 사물의 본성에 근거를 둔 객관적인 것이며, 우연한 일을 통해서 나타난다. 이 밖에 논리적인 필연성도 있다.

### 확실성(確實性)
어떤 일이 의심을 품을 여지도 없는 필연성을 지니는 것. 또한 그것에 관해서 갖는 확신. 객관적인 필연성이 주관 가운데에 반영될 때 확실성이라고 부른다.

### 개연성(蓋然性)
필연적인 인과관계가 아직 인식되지 못한 경우나 여러 조건이 얽혀 있을 경우, 어떤 일이 일어날 것인가 일어나지 않는가는 우연적이라 하겠다. 개연성이란 이때의 있을 듯함을 말한다. 즉 가능성과 우연성이 서로 얽힌 것이 개연성이다. 그리고 그것을 수량적(數量的)으로 표현한 것이 확률(確率)이다.
논리학에서 개연성의 상대어로 필연성이라는 말이 쓰인다. 흔히 귀납추리적 결론의 성격은 개연적이라고 하고 연역추리적 결론의 성격은 필연적이라고 한다.
한편 문학의 영역 안에서 개연성의 상대어는 필연성이 아니라(필연성은 오히려 개연성과 비슷한 뜻으로 사용됨) 전기성(傳奇性, 기이를 서술하다)이다. 흔히 고대소설의 결점으로 불리는 것이 전기성으로 현실에서 도저히 일어날 수 없는 사실을 기술할 때 사용된다.

### 우연(偶然)
필연에 대립되는 말. 마치 원인 없이 멋대로 일어나는 것처럼 보이는 현상이나 무원인(無原因)은 아니다. 필연성과 우연성을 분리시키면 불가지론(不可知論)이나 숙명론에 빠진다. 필연성을 우연성과 구별하는 것은 구체적인 상황이다. 어떤 당면한 문제에 관하여 본질적으로 중요하다고 생각되는 것은 우연이라고 부른다. 따라서 우연이라 할 현상을 다시 분석하면, 거기에서도 또한 필연과 우연을 볼 수 있다. 필연과 우연이란 상대적인 구별이며, 무엇을 당장의 주요한 문제로 삼느냐에 따라 구별된다. 필연성은 항상 우연성을 수반하고 있다. 가령, 인간이 죽는다는 현상은 필연이지만 A가 언제 어느 곳에서 사고(事故)로 죽는 것은 우연이다. 즉 필연이 우연을 통해서 나타나는 것이다. 또한 A가 그 장소에, 그 시간에 다른 원인으로 가지 않았더라면 그러한 우연은 일어나지 않는다. 우연은 온갖 필연의 매듭에서 생겨나며, 그것은 객관적인 것이지만 내적이며 본질적인 것은 아니다. 우연이 특히 문제가 되는 것은 대량으로 일어나는 현상에서이다.

### 확률(確率)
수량적으로 나타낸 개연성. 어떤 특정한 현상이 일어날지 또는 일어나지 않을지를 확실히 알 수 없을 때 그 현상을 우연사상(偶然事象)이라 하며, 이 우연사상이 일어난다고 예상되는 비율이 확률이다. 가령 주사위를 한번 던져서 3이 나올 확률과, 주사위의 여섯 면이 각각 나올 가능성은 똑같으므로 1/6이며, 두번 계속 3이 나올 확률은 1/6×1/6 즉 1/36이다. 그러나 확률은 대량으로 일어나는 현상을 처리할 때에만 의미를 갖게 된다. 대량의 우연성 가운데에서 일정한 법칙성을 포착할 수 있기 때문이다.

## 법학
법적 용어로서의 인과관계는 다음을 가리킨다.

### 민법
채무 불이행과 같은 불법 행위에 의한 '손해를 배상할 책임이 있는 사람'을 가리킨다. 민사분쟁에 있어서의 인과관계는 의학적·자연과학적 인과관계가 아니라 사회적·법적 인과관계이고, 그 인과관계는 반드시 의학적·자연과학적으로 명백히 입증되어야 하는 것은 아닌바, 보험약관상의 '상해의 직접 결과로 사망하였을 때'의 의미도 이와 같은 견지에서 이해되어야 한다.

#### 공해소송
일반적으로 불법행위로 인한 손해배상청구사건에 있어서 가해행위와 손해발생 간의 인과관계의 입증책임은 청구자인 피해자가 부담하나, 대기오염이나 수질오염에 의한 공해로 인한 손해배상을 청구하는 소송에 있어서는 기업이 배출한 원인물질이 물을 매체로 하여 간접적으로 손해를 끼치는 수가 많고 공해문제에 관하여는 현재의 과학수준으로도 해명할 수 없는 분야가 있기 때문에 가해행위와 손해의 발생 사이의 인과관계를 구성하는 하나 하나의 고리를 자연과학적으로 증명한다는 것은 극히 곤란하거나 불가능한 경우가 대부분이므로, 이러한 공해소송에 있어서 피해자에게 사실적인 인과관계의 존재에 관하여 과학적으로 엄밀한 증명을 요구한다는 것은 공해로 인한 사법적 구제를 사실상 거부하는 결과가 될 우려가 있는 반면에, 가해기업은 기술적·경제적으로 피해자보다 훨씬 원인조사가 용이한 경우가 많을 뿐만 아니라, 그 원인을 은폐할 염려가 있고 가해기업이 어떠한 유해한 원인물질을 배출하고 그것이 피해물건에 도달하여 손해가 발생하였다면 가해자측에서 그것이 무해하다는 것을 입증하지 못하는 한 책임을 면할 수 없다고 보는 것이 사회형평의 관념에 적합하다.

#### 의료소송
의료행위에 관하여 주의의무 위반으로 인한 불법행위 또는 채무불이행으로 인한 책임이 있다고 하기 위하여는 의료행위상 주의의무의 위반, 손해의 발생 및 주의의무 위반과 손해 발생 사이의 인과관계의 존재가 전제되어야 함은 물론이나, 의료행위가 고도의 전문적 지식을 필요로 하는 분야이고 그 의료의 과정은 대개 환자 본인이 그 일부를 알 수 있는 외에 의사만이 알 수 있을 뿐이며, 치료의 결과를 달성하기 위한 의료기법은 의사의 재량에 달려 있기 때문에, 손해 발생의 직접적인 원인이 의료상의 과실로 말미암은 것인지 여부는 전문가인 의사가 아닌 보통인으로서는 도저히 밝혀낼 수 없는 특수성이 있어서 환자측이 의사의 의료행위상 주의의무 위반과 손해 발생 사이의 인과관계를 의학적으로 완벽하게 입증한다는 것은 극히 어려운 일이므로, 의료사고가 발생한 경우 피해자측에서 일련의 의료행위 과정에서 저질러진 일반인의 상식에 바탕을 둔 의료상의 과실이 있는 행위를 입증하고 그 결과와 사이에 일련의 의료행위 외에 다른 원인이 개재될 수 없다는 점, 이를테면 환자에게 의료행위 이전에 그러한 결과의 원인이 될 만한 건강상의 결함이 없었다는 사정을 증명한 경우에는, 의료행위를 한 측이 그 결과가 의료상의 과실로 말미암은 것이 아니라 전혀 다른 원인으로 말미암은 것이라는 입증을 하지 아니하는 이상, 의료상 과실과 결과 사이의 인과관계를 추정하여 손해배상책임을 지울 수 있도록 입증책임을 완화하는 것이 손해의 공평·타당한 부담을 그 지도원리로 하는 손해배상제도의 이상에 맞는다.

### 형법
인과관계를 결과의 발생이 필요한 결과범에 있어서 원인행위와 발생한 결과사이에 관련성이 인정되는가 즉 발생한 결과에 대한 기수범의 죄책을 묻기 위한 논의이다.

##### 조건설
자연과학적 입장에서 결과발생에 영향을 끼친 모든 원인행위는 모두 인과관계가 인정된다는 견해이다.
'어떤 행위가 없었으면 결과가 발생하지 않았을 것이다'라고 판단되는 경우에는 행위와 결과 사이에 인과관계가 인정된다는 견해이다. 즉, 일정한 선행행위가 없었다면 결과도 발생하지 아니하였다는 논리적인 조건관계만 있으면 양자 사이의 인과관계를 인정하려는 이론이다.
조건설에 따르면 결과발생과 형식논리적 조건관계에 있는 모든 행위가 동등하게 결과에 대해서 원인으로 인정되는 것으로 되기 때문에 등가설이라고도 한다.

##### 원인설
개별화설이라고도 하며 결과발생에 기여한 모든 조건을 등가하다고 보는 입장에, 결과발생에 중요한 조건과 단순한 조건을 구별하여 전자만을 원인이라 하여 인과관계를 인정하고, 후자에서는 인과관계를 부정하는 입장을 원인설이라 한다. 이 견해는 원인이 되는 조건이 무엇이냐에 따라 필연조건설, 최유력조건설, 최종조건설, 동적조건설, 결정적조건설 등으로 나뉜다.

##### 상당인과관계설
상당인과관계설은 일반적인 경험법칙상 상당한 조건만이 인과관계가 있다고 보는 견해이다. 종래의 인과관계에 관한 학설이 자연과학적인 입장에서 사실적인 측면만을 강조하였으나 상당인과관계설은 사실적인 측면뿐만 아니라 상당이라는 규범적인 측면도 같이 고려하는 입장이다.

##### 중요설
사실적인 인과관계의 존부는 조건설에 의하면서 규범적 평가는 개개의 구성요건에 반영된 형법적 중요성에 따라 판단해야 한다는 견해이다.

##### 합법칙적 조건설
조건설의 결함을 일상경험법칙에 합치되도록 수정한 것이다. 즉 어떤 선행행위가 후행결과에 합법칙적으로 연결되어 있는 경우 인과관계를 인정한다.

##### 객관적 귀속이론
합법칙적 조건설을 수정한 것이 객관적 귀속이론이다.

#### 판례
갑은 주식회사를 운영하면서 발주처로부터 공사완성의 대가로 공사대금을 지급받은 것이 므로, 설령 피고인이 법인 인수 과정에서 법인 등록요건 중 인력요건을 외형상 갖추기 위해 관련 자격증 소지자들로부터 자격증을 대여받은 사실을 발주처에 숨기는 행위를 하였다고 하더라도 그 행위와 공사대금 지급 사이에 상당인과관계를 인정하기 어렵다
- 피고인이 주먹으로 피해자의 복부를 1회 강타하여 장파열로 인한 복막염으로 사망케 하였다면, 비록 의사의 수술지연 등 과실이 피해자의 사망의 공동원인이 되었다 하더라도 피고인의 행위가 사망의 결과에 대한 유력한 원인이 된 이상 그 폭행행위와 치사의 결과 간에는 인과관계가 있다[7]
- 피고인들이 공동하여 피해자를 폭행하여 당구장 3층에 있는 화장실에 숨어 있던 피해자를 다시 폭행하려고 피고인 甲은 화장실을 지키고, 피고인 乙은 당구치는 기구로 문을 내려쳐 부수자 위협을 느낀 피해자가 화장실 창문 밖으로 숨으려다가 실족하여 떨어짐으로써 사망한 경우에는 피고인들의 위 폭행행위와 피해자의 사망 사이에는 인과관계가 있다[8]
- 사기죄가 성립하려면 행위자의 기망행위, 피기망자의 착오와 그에 따른 처분행위 그리고 행위자 등의 재물이나 재산상 이익의 취득이 있고, 그 사이에 순차적인 인과관계가 존재하여야 한다.[9]
- 사기죄의 보호법익은 재산권이므로, 기망행위에 의하여 국가적 또는 공공적 법익이 침해되었다는 사정만으로 사기죄가 성립한다고 할 수 없다. 따라서 도급계약 당시 관련 영업 또는 업무를 규제하는 행정법규나 입찰 참가자격, 계약절차 등에 관한 규정을 위반한 사정이 있더라도 그러한 사정만으로 도급계약을 체결한 행위가 기망행위에 해당한다고 단정해서는 안 되고, 그 위반으로 말미암아 계약 내용대로 이행되더라도 일의 완성이 불가능하였다고 평가할 수 있을 만큼 그 위법이 일의 내용에 본질적인 것인지 여부를 심리·판단하여야 한다[10]
- 자동차의 운전자가 통상 예견되는 상황에 대비하여 결과를 회피할 수 있는 정도의 주의 의무를 다하지 못한 것이 교통사고 발생의 직접적인 원인이 되었다면, 비록 자동차가 보행자를 직접 충격한 것이 아니고 보행자가 자동차의 급정거에 놀라 도로에 넘어져 상해를 입은 경우라고 할지라도, 업무상 주의의무 위반과 교통사고 발생 사이에 상당인과관계를 인정할 수 있다.[11]
- 살인의 실행행위가 피해자의 사망이라는 결과를 발생하게한 유일한 원인이거나 직접적인 원인이어야만 되는 것은 아니므로, 살인의 실행행위와 피해자의 사망과의 사이에 다른사실이 개재되어 그 사실이 치사의 직접적인 원인이 되었다고 하더라도 그와 같은 사실이 통상 예견할 수 있는 것에지나지 않는다면 살인의 실행행위와 피해자의 사망과의 사이에 인과관계가 인정된다.[12]
- 의사가 설명의무를 위반한 채 의료행위를 하였다가 환자에게 사망의 결과가 발생한 경우, 의사에게 업무상 과실로 인한 형사책임을 지우기 위해서는 의사의 설명의무 위반과 환자의 사망 사이에 상당인과관계가 존재하여야 한다.[13]

##### 인과관계 인정
- 부작위에 의한 살인에 있어서 작위의무를 이행하였다면 사망의 결과가 발생하지 않았을 것이라는 관계가 인정될 경우 부작위와 사망의 결과 사이에 인과관계가 인정된다.[14]
- 살인의 실행행위와 피해자의 사망과의 사이에 다른 사실이 개재되어 그 사실이 치사의 직접적인 원인이 되었다고 하더라도 그와 같은 사실이 통상 예견할 수 있는 것에 지나지 않는다면 살인의 실행행위와 피해자의 사망과의 사이에 인과관계가 인정된다.[15]
- 연탄가스 중독환자가 퇴원시 자신의 병명을 물었으나 의사가 아무런 요양방법을 지도하여 주지 아니하여 병명을 알지 못해 퇴원 즉시 재차 연탄가스에 중독된 경우, 의사의 업무상 과실과 재차 연탄가스에 중독된 것과의 사이[16]
- 임차인이 자신의 비용으로 설치․사용하던 가스설비의 휴즈콕크를 아무런 조치 없이 제거하고 이사를 간 후 가스공급을 개별적으로 차단할 수 있는 주밸브가 열려져 가스가 유입되어 폭발사고가 발생한 경우 임차인의 과실과 가스폭발사고 사이[17]
- 4일 가량 물조차 제대로 마시지 못하고 잠도 자지 아니하여 거의 탈진 상태에 이른 피해자의 손과 발을 17시간 이상 묶어 두고 좁은 차량 속에서 움직이지 못하게 감금한 행위와 묶인 부위의 혈액 순환에 장애가 발생하여 혈전이 형성되고 그 혈전이 폐동맥을 막아 사망에 이르게 된 결과 사이[18]
- 피고인이 승용차로 피해자를 가로막아 승차하게 한 후 피해자의 하차 요구를 무시한 채 당초 목적지가 아닌 다른 장소를 향하여 시속 약 60km 내지 70km의 속도로 진행하여 피해자를 차량에서 내리지 못하게 하였고, 그러자 피해자가 그와 같은 상태를 벗어날 목적으로 차량을 빠져 나오려 다가 길바닥에 떨어져 상해를 입고 그 결과 사망에 이르렀다면 피고인의 행위와 피해자의 사망 사이에는 상당인과관계가 인정된다[19].
- 건설업자가 건설기술자를 현장에 배치할 의무를 위반하여, 도로의 지반침하 방지를 위한 그라우팅공사 과정에서 가스가 폭발하였다고 하더라도 건설업자의 건설기술자 현장배치의무위반과 가스 폭발사고 사이에 상당인과관계가 인정된다.[20]

- 교제제의를 거절한다는 이유로 피고인이 얼굴을 주먹으로 수회 때리자 피해자는 이에 대항하여 피고인의 손가락을 깨물고 목을 할퀴게 되었고, 이에 격분한 피고인이 다시 피해자의 얼굴을 수 회 때리고 발로 배를 수회 차는 등 폭행을 하므로 피해자는 이를 모면하기 위하여 도로 건너편의 음식점으로 도망가 도움을 요청하였으나, 피고인은 이를 뒤따라 도로를 건너간 다음 피해자의 머 리카락을 잡아 흔들고 얼굴 등을 주먹으로 때리는 등 폭행을 가하였고, 이에 견디지 못한 피해자 가 다시 도로를 건너 도망하자 피고인은 계속하여 쫓아가 주먹으로 피해자의 얼굴 등을 구타하는 등 폭행을 가하여 전치 10일간의 흉부피하출혈상 등을 가하였고, 피해자가 위와 같이 계속되는 피고인의 폭행을 피하려고 다시 도로를 건너 도주하다가 차량에 치여 사망한 경우 피고인의 위 상해행위와 피해자의 사망 사이에는 상당인과관계가 인정된다[21].

- 차량의 왕래가 빈번한 편도 2차선 도로 중 경보등이 설치되어 있는 횡단보도 부근으로서 양편에 인가가 밀집되어 있고 사고지점 부근 도로는 우측으로 약 103도 정도의 곡각을 이루고 있어 야간에는 맞은편에서 오는 차량들의 전조등 불빛에 의하여 시야의 장애를 받는 곳에서 피고인이 야간 에 오토바이를 운전하고 시속 약 50킬로미터의 속도로 제2차로상을 진행하다가 진행방향 왼쪽에 서 오른쪽으로 도로를 무단횡단하던 피해자를 충격하여 피해자로 하여금 위 도로 제1, 2차로 경 계선상에 전도케 하였는데, 그로부터 약 40초 내지 60초 후에 피고인과 같은 차로로 시속 약 60 킬로미터로 진행하던 타이탄트럭이 도로 위에 전도되어 있던 피해자를 역과하여 사망케 한 경우 피고인의 과실행위와 피해자의 사망 사이에는 상당인과관계가 인정된다[22].
- 피고인의 전원지체 등의 과실(전원을 지체하여 피해자로 하여금 신속한 수혈 등의 조치를 받지 못하게 한 과실과 피해자가 고혈압환자이고 수술 후 대량출혈이 있었던 사정을 설명하지 않은 과실)로 피해자에 대한 신속한 수혈 등의 조치가 지연된 이상 피해자의 사망과 피고인의 과실 사이에는 인과관계를 부정하기 어렵다.[23]

- 피고인들이 공동하여 피해자를 폭행하여 당구장 3층에 있는 화장실에 숨어 있던 피해자를 다시 폭행하려고 피고인 甲은 화장실을 지키고, 피고인 乙은 당구큐대로 화장실 문을 내려쳐 부수자 위협을 느낀 피해자가 화장실 창문 밖으로 숨으려다가 실족하여 떨어짐으로써 사망한 경우 피고 인들의 위 폭행행위와 피해자의 사망 사이에는 인과관계가 인정된다[24].

##### 인과관계 부정
- 전문적으로 대출을 취급하면서 차용인에 대한 체계적인 신용조사를 행하는 금융기관이 금원을 대출하는 경우에는, 비록 대출 신청 당시 차용인에게 변제기 안에 대출금을 변제할 능력이 없었고 자체 신용조사 결과에는 관계없이 ‘변제기 안에 대출금을 변제하겠다’는 취지의 차용인 말을 그대로 믿고 대출하였더라도, 차용인의 이러한 기망행위와 금융기관의 대출행위 사이에 인과관계를 인정할 수 없다.[25]
- 폭행치사죄는 결과적 가중범으로서 폭행과 사망의 결과 사이에 인과관계가 있는 외에 사망의 결과에 대한 예견가능성 즉 과실이 있어야 하고 이러한 예견가능성의 유무는 폭행의 정도와 피해자의 대응상태 등 구체적 상황을 살펴서 엄격하게 가려야 하는 것인바, 피고인이 피해자에게 상당한 힘을 가하여 넘어뜨린 것이 아니라 단지 공장에서 동료 사이에 말다툼을 하던 중 피고인이 삿대질하는 것을 피하고자 피해자 자신이 두어걸음 뒷걸음치다가 회전 중이던 십자형 스빙기계 철받침대에 걸려 넘어진 정도라면, 당시 바닥에 위와 같은 장애물이 있어서 뒷걸음치면 장애물에 걸려 넘어질 수 있다는 것까지는 예견할 수 있었다고 하더라도 그 정도로 넘어지면서 머리를 바닥에 부딪쳐 두개골절로 사망한다는 것은 이례적인 일이어서 통상적으로 일반인이 예견하기 어려운 결과라고 하지 않을 수 없으므로 피고인에게 폭행치사죄의 책임을 물을 수 없다[26].

- 甲은 선단 책임선의 선장으로서 종선의 선장에게 조업상의 지시만 할 수 있을 뿐 선박의 안전관리는 각 선박의 선장이 책임지도록 되어있었던 경우, 甲이 풍랑 중에 종선에 조업지시를 한 것과 종선의 풍랑으로 인한 매몰사고와의 사이[27]

- 전문적으로 대출을 취급하면서 차용인에 대한 체계적인 신용조사를 행하는 금융기관이 금원을 대출한 경우에는, 비록 대출 신청 당시 차용인에게 변제기 안에 대출금을 변제할 능력이 없었고, 자체 신용조사 결과에는 관계없이 ‘변제기 안에 대출금을 변제하겠다.’는 취지의 차용인 말만을 그대로 믿고 대출하였다고 하더라도, 차용인의 이러한 기망행위와 금융기관의 대출행위 사이에 인과관계를 인정할 수는 없다.[28]

## 참고 문헌
- 손동권, 『체계적 형법연습』, 율곡출판사, 2005. (ISBN 89-85177-91-5)

## 같이 보기
- 대한민국 형법 제17조 인과관계